# ملفوف (مسلسل)
ملفوف أو تويستيد (بالإنجليزية: Twisted تكتب على هيئِة twiƨted) مسلسل تلفزيوني أميريكي من نوع دراما مراهقين إثارة-غموض. عرضت الحلقة التجريبية في 19 مارس 2013، وعرضت 10 حلقات بعد ذلك في 18 يونيو 2013.
حتى 30 يوليو 2013، أستئنف بث بقية الحلقات التسعة عشر للموسم الأول لمسلسل تويستد. وفي 13 أغسطس 2014، أعلنت أي بي سي للعائلة عدم نيتها إستئناف مسلسل تويستد لجزءٍ ثاني. 

في العالم العربي باشرت قناة دبي ون بعرضه سنة 2015.

## القصة
المسلسل يركز على الفتى الجذّاب داني ديسي البالغ من العمر 16 عامًا، الذي أتهم بقتل عمته عندما كان في الحادية عشر من عمره. بعد أن قضى 5 سنوات في دار الأحداث، أطلق سراحه وعاد إلى مسقط رأسه غرين غروف، نيويورك. بينما كان يحاول إحياء الصداقات القديمة ومواجهة التحديات على خلفية الحكم عليه، يصبح داني متهمًا رئيسي في جريمة قتل لزميل له في الدراسة. بعد معرفته بان الحقيقة لا تهم أحد، وان الجميع يريد الصاق التهمة به، يقرر داني ان يقوم بالدفاع عن سمعته وأن يثبت براءته للجميع. وفي الوقت ذاته، يحتفظ بالسر الذي لم يخبره لأحد، سبب قتل عمته.

## الممثلين
- آفان جوجيا بدور داني ديسي
- كايلي بنبري بدور لاسي بورتر
- مادي هاسون بدور جو ماسترسون
- آشتون مويو بدور ريكو
- دنيس ريتشاردز بدور كيرين ديسي
- كيمبرلي كوين بدور تيس ماسترسون
- سام روباردس بدور كايل ماسترسون
- غري دامون

## البث دوليًا
| الدولة           | شبكة البث                        |
| ---------------- | -------------------------------- |
| أستراليا         | فوكس8                            |
| العالم العربي    | شبكة أوربت شوتايم و دبي ون       |
| بنغلاديش         | زي كافي                          |
| البرازيل         | سوني للترفيه والتلفزيون البرازيل |
| كندا             | أي بي إس سبارك                   |
| تركيا            | ديزي ماكس                        |
| فرنسا            | جون                              |
| الدنمارك         | كانل 4                           |
| ماليزيا          | 8 تي في                          |
| نيوزيلندا        | تي في 2                          |
| اليونان          | فوكس لايف                        |
| قبرص             | فوكس لايف                        |
| إسرائيل          | ياس دراما                        |
| الولايات المتحدة | أي بي سي للعائلة                 |
| ليتوانيا         | سوني للترفيه والتلفزيون          |
| روسيا            | سوني للترفيه والتلفزيون          |
| بولندا           | فوكس لايف                        |
| الهند            | زي كافي                          |

## روابط خارجية
- ملفوف على موقع IMDb (الإنجليزية)
- ملفوف على موقع ميتاكريتيك (الإنجليزية)
- ملفوف على موقع روتن توميتوز (الإنجليزية)
- ملفوف على موقع قاعدة بيانات الأفلام العربية
- ملفوف على موقع كينوبويسك (الروسية)
- ملفوف على موقع ألو سيني (الفرنسية)
- ملفوف على موقع قاعدة بيانات الفيلم (الإنجليزية)